# Mariama Barbosa

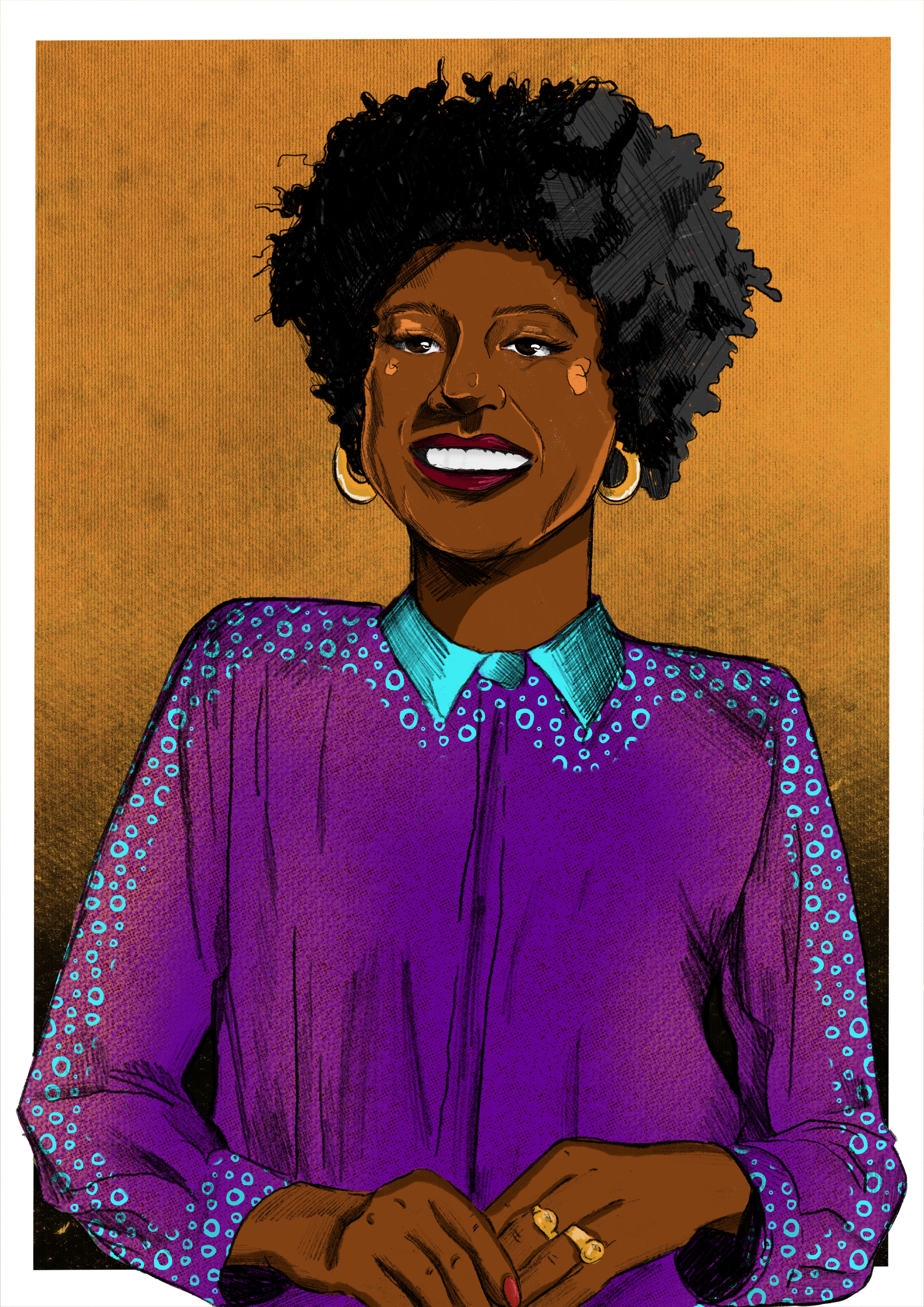
Retrato de Mariama Barbosa

Mariama Barbosa (Guiné-Bissau - 1974, Lisboa - 29 de julho de 2022)  foi uma comentadora de moda, apresentadora de televisão que se tornou conhecida com o programa Tesouras e Tesouros do canal de televisão SIC Caras. Em 2021, a convite do governo da Guiné-Bissau, tornou-se Embaixadora do Turismo e do Artesanato do país.  

## Biografia
Mariama Barbosa nasceu em 1974 na Guiné-Bissau, de onde saiu com apenas 5 anos, tendo ido morar em Portugal.
Mais tarde regressou ao país de nascença, onde termina os estudos nos anos noventa. Entretanto, estala a guerra civil e é obrigada a fugir.
Trabalhou com o estilista português Dino Alves e tornou-se conhecida ao tornar-se no rosto da SIC Caras com o programa Tesouras e Tesouros e como uma das comentadoras do programa Passadeira Vermelha do mesmo canal. Em 2017, fez parte do júri do concurso Cosido à Mão, apresentado por Sónia Araújo na RTP1.
Deu voz a várias personagens de filmes de animação, entre elas: a personagem Donna Disco no filme de animação Mínimos 2: A Ascensão de Gru, lançado em 2022, e Daisy no filme Vida Secreta dos animais.
Faleceu em Lisboa, no dia 29 de julho de 2022, vítima de um cancro no estômago.

## Reconhecimento
Em 2021, Mariama Barbosa foi uma das personalidades nomeadas na Bantumen Powerlist 100, como uma das personalidades negras mais influentes da lusofonia.
No mesmo ano, tornou-se Embaixadora do Turismo e do Artesanato da Guiné-Bissau a convite do governo do país.

## Obra
Escreveu o livro "Só é feio quem quer. Vestir com pinta sem gastar uma fortuna", editado pela  A Esfera dos Livros.

## Ligações Externas
- RTP África | Mariama Barbosa no programa Conversas ao Sul
- SÓ MAIS 5 MINUTOS COM MARIAMA BARBOSA
- Vidas Com História | Mariama Barbosa entrevistada por Diogo Marcelino (2021)
- SIC | Mariama entrevistada por Júlia Pinheiro no programa Júlia (2022)